# Extraños en la noche (película)
Extraños en la noche es una película argentina dirigida por Alejandro Montiel sobre su propio guion escrito en colaboración con Daniel Cúparo y Milagros Roque Pitt que se estrenó el 5 de abril de 2012 y que tuvo como protagonistas a Diego Torres, Julieta Zylberberg y Fabián Vena.

## Reparto
- Diego Torres ... Martín
- Julieta Zylberberg ... Sol
- Fabián Vena ... Freddy
- Ludovico Di Santo …Emilio
- Laura Conforte ... Claudia
- Alexia Moyano ... Mechi
- Ángela Torres ... Azul
- Iván Moschner ... Aurelio
- Montenegro ... Guardaespaldas
- Daniel Rabinovich ... Héctor
- Betiana Blum ... Susana
- Bendita Berlín ... Sra. Jasinsky
- Jorge Gregorio ... Senador Fernández Claro
- Fabián Arenillas ... Taxista
- Analía Malvido ... Oficial Constantini
- Guillermo Giusto ... Borracho
- Carolina Solari ... Novia senador
- Haien Qiu ... Yoko
- Ricardo Truppel ... Kaminsky
- Daniel Campomenosi ... Josami
- Johana Miedvietzki ... Conserje